# مدينة الملك عبد الله الثاني ابن الحسين التدريبية
مدينة الملك عبد الله الثَّاني ابن الحُسين التدريبيَّة، هو مَركز تدريبي أمني يقع قرب منطقة المُوَقَّر شرقي مدينة عمَّان الأردنيَّة، وتبلغ مساحته 2450 دونم تقريبًا، تم تأسيسه في عام 2007، لغايات تدريب الشُّرطة وعمليات الأمن ومكافحة الإرهاب، بمساعة مدرِّبين عسركيين من عدّة دولمختلفة أبرزها الولايات المتحدة الأمريكية وبريطانيا.

## تاريخ
عقب التفجيرات في مدينة عمان عام 2005، وفي تاريخ 19 أبريل 2007، تم استحداث مدينة الملك عبد الله الثاني بن الحسين التدريبية التابعة لمديرية الأمن العام. وفي تاريخ 1 مايو 2007 دخلت المدينة التدريبية العمـل وباشرت واجباتها. وفي تاريخ 2 مايو 2007 تم افتتاح المركز من قبل الأمير هاشم بن الحسين. وقد تدرّب في المركز عناصر عدّة من الشرطة الفلسطينية واللبنانية والليبية.
في يوم 9 نوفمبر من عام 2015، أقدم شرطي أردني على إطلاق النّار على متدربين في المركز، وأسفر عن ذلك مقتل 6 أشخاص، بينهم أمريكيان، كما أنّه أصاب خمسة آخرين بينهم أمريكيان وثلاثة أردنيين قبل أن يُقتل.